# The Moberlys
The Moberlys foi uma banda estadunidense de Seattle, Washington. Segundo texto no Allmusic, por Stanton Swihart, "muito antes de Seattle ser a capital do grunge na América, ela teve uma longa história de bandas rudes e resistentes no início dos anos 60, culminando, nos anos 80, com Jim Basnight e os Moberlys; uma banda que evocou os Beatles e os Rolling Stones ao mesmo tempo, enquanto produziam algum dos melhores, e infelizmente obscuros, pop e new wave da década".

## História

### 1977-1980: Início, primeira formação,Jim Basnight & The Moberlys
O Allmusic comenta que Jim Basnight, líder do The Moberlys, começa a tocar no underground do punk em sua infância, no final dos anos 70. Ele era um jovem de 19 anos, fora da escola, quando lançou seu primeiro single independente (datado de 1977 e em gravação mono, contendo as músicas "Live In The Sun" e "She Got Fucked", segundo o Discogs e o 45cat). A página Green Monkey Records, no início de sua entrevista com Jim, diz que sua banda anterior, Meyce, tocou num dos primeiros shows do punk em Seattle, em 1976; abrindo, em 1977, um show para os Ramones. Também afirma que Jim disponibiliza seu single para audição (pelo selo do cantor, Precedent Records) em janeiro de 1978. Swihart (Allmusic) diz que o single recebeu uma série de críticas positivas e Jim Basnight monta a primeira formação new wave/power pop do The Moberlys.
O The Moberlys grava seu primeiro álbum, Jim Basnight & The Moberlys, e o lança em 1980 pelo selo denominado Safety First Records. O disco ganha críticas positivas nos Estados Unidos, mas muito mais na Europa. Infelizmente, a banda se separou pouco antes de seu lançamento. Basnight decide tentar a sorte em Nova Iorque, para onde se muda no segundo semestre do mesmo ano. O Discogs coloca em sua página que a formação deste álbum, Jim Basnight & The Moberlys, era composta por Jim Basnight (vocal / guitarra), Ernie Sapiro (guitarra / vocal), Steve Grindle (baixo / vocal) e Bill Walters (bateria / vocal).

### 1981-1982: Segunda formação e troca de músicos
Segundo Stanton Swihart no Allmusic, depois de atuar solo e no apoio de alguns músicos (inclusive com uma música sua, "We'll Always Be In Love", saindo na compilação Seattle Syndrome Volume One, de 1981, presente no Discogs), Basnight monta a segunda formação do The Moberlys com o baixista Charlie Morongell e o guitarrista Jeremy Bar-Illan. Convida para a bateria um amigo de Seattle, Dave Drewry, e tocam numa série de shows, antes de Drewry decidir se mudar de volta para Seattle, no início de 1982, e ser substituído por Doug Kelly. Fazem mais shows em casas noturnas de Nova Iorque, quase ganhando contrato com uma gravadora. Conflitos internos, no entanto, causam a saída de Morongell, sendo substituído por outro amigo de Seattle, Al Bloch. O baterista Dave Drewry retorna à banda. Esta reunião foi de curta duração, com Bloch e Drewry retornando, dentro de alguns meses, para Seattle; mas não antes que eles fossem capazes de gravar um lote de canções. O restante (Basnight e Bar-Illan) continua com outros músicos por algum tempo, mas, em 1983, Jim Basnight estava cansado de Nova Iorque e se muda para Connecticut por um curto período de tempo. 

### 1983-1989: Terceira formação, single e EP "I Want To Be Yours",Sexteen, fim
No inverno de 1983, Basnight volta para Seattle. Pouco tempo depois, chama Dave Drewry novamente e tocam com o baixista Toby Kiel (segundo o Discogs, também lançam um single 7" contendo as músicas "I Want To Be Yours" e "Cinderella", no mesmo ano). O Allmusic comenta a entrada do guitarrista Glen Oyabe nesta formação, mas ainda não presente na formação do single.
Em 1984 sai um EP 12", com as duas músicas do single, mais "I Need Your Love" e "Wherever You Take Me". O The Moberlys rapidamente se tornou um dos artistas mais comentados do underground em Seattle, através de uma combinação de originais e covers de músicas de Wayne County, Lou Reed, Johnny Thunders, Eddie and the Hot Rods, Flamin' Groovies e Electric Prunes; preparando outro álbum, Sexteen, no mesmo ano.
Sexteen foi fabricado pela gravadora francesa Lolita e continha o Lado B (renomeada "She Got Fxxxed") do single "Live In The Sun", de Jim Basnight, lançado antes dos Moberlys, além de contar com as duas músicas do single 7" "I Want To Be Yours" em sua abertura e incluir outras novas sessões de gravação; sessões com Steve Grindle, Ernie Sapiro e Bill Walters, que estiveram presentes no primeiro disco, Jim Basnight & The Moberlys, e também o novato Jeff Cerar, depois substituído por Steve Pearson. Após Ernie Sapiro e Bill Walters deixarem a banda, Steve e Jim continuaram, mas não tiveram sucesso em encontrar as substituições corretas. Bill Rieflin também ajudou a gravar algumas faixas. Depois, o The Moberlys se separa de novo e Basnight resolve ficar seis meses em Seattle (é o que afirma Basnight em entrevista contida no Green Monkey Records, em uma pergunta sobre as gravações do disco). Sexteen contém a música "Rest Up", gravada com Kiel, Drewry e Oyabe e incluída por Jim Basnight na coletânea Yellow Pills - The Best of American Pop! Volume 1, lançada em 1993. Outro volume da compilação, Yellow Pills - More of the Best of American Pop! Volume 2, contém a música "Tonight", creditada a Jim Basnight, sendo lançado em 1994.
Após Sexteen, Jim Basnight vai para Los Angeles em 1985 - de acordo com sua entrevista na página Rock Wired - e recebe ajuda de Peter Buck, do R.E.M., em sessões produzidas para a EMI (em 1987, afirma Stanton). Todas as músicas foram lançadas em Pop Top (primeiro disco solo de Jim, de 1993) ou na compilação francesa Seattle - New York - Los Angeles, que contém a cover de "The Rebel Kind" da banda The Modernettes. A banda tornou-se mais uma vez decepcionada com a reação dos grandes selos para o seu trabalho e começou sua fragmentação final, terminando em 1989.
Após a dissolução do The Moberlys, Jim formou o The Rockinghams na década de 1990; que, assim como o Moberlys, tocava punk e power pop, porém com bem mais distorção. Em 31 de dezembro de 1998, afirma o texto Jim Basnight Band’s Biography, em sua página oficial, ele monta a Jim Basnight Band.

### 1997-2008: Lançamentos
Os textos nas páginas Band's Biography/Music And Albums (contidos na página oficial do cantor) comentam o relançamento em CD do álbum Sexteen pela gravadora alemã Bear Family, em 1997 e com uma nova sequência de músicas. A italiana Rave Up Records lançou um LP compilação da banda, em março de 2006, Pop Pleasure; e o selo japonês Wizzard In Vinyl lançou uma compilação do Moberlys em junho de 2006, intitulada Return. Em dezembro de 2008 a Disclosed Records, de NYC, lançou uma retrospectiva da carreira de Jim, intitulada We Rocked And Rolled - The First 25 Years of Jim Baanight: The Moberlys And Beyond. Possui 22 faixas, além de uma nova versão de um clássico do Moberlys, "We Rocked And Rolled", realizada pela Jim Basnight Band.

## Discografia: The Moberlys

### Álbuns
- LP: Jim Basnight & The Moberlys (1980) - Safety First Records
- LP: Sexteen (1984) - Lolita, França / CD (1997) - Bear Family, Alemanha

### Singles e EPs
- 7" single: "I Want To Be Yours" / "Cinderella" (1983) - Precedent Records
- 12" EP: "I Want To Be Yours", "Cinderella" / "I Need Your Love", "Wherever You Take Me" (1984) - Precedent Records

### Coletâneas
- CD: First Album (1995) - Precedent Records
- CD: Seattle - New York - Los Angeles (2001) - Pop the Balloon, França[18]
- LP: Pop Pleasure (2006) - Rave Up Records, Itália
- CD: Return (2006) - Wizzard In Vinyl, Japão

## Discografia: Jim Basnight

### Álbuns
- CD: Pop Top (1993) - Precedent Records
- CD: The Jim Basnight Thing (1997) - Precedent Records

### Singles
- 7" single: "Live In The Sun" / "She Got Fucked" (1977) - Precedent Records

### Coletâneas
- CD: We Rocked And Rolled - The First 25 Years of Jim Baanight: The Moberlys And Beyond (2008) - Disclosed Records

### Músicas em coletâneas de rock
- LP: Seattle Syndrome Volume One (1981) - Engram Records - música "We'll Always Be In Love"
- CD: Yellow Pills - The Best of American Pop! Volume 1 (1993) - Big Deal Records (EUA) / Another Time Records (UK) - música "Rest Up"
- CD: Yellow Pills - More of the Best of American Pop! Volume 2 (1994) - Big Deal Records - música "Tonight"